# Bệnh cơ tim giãn

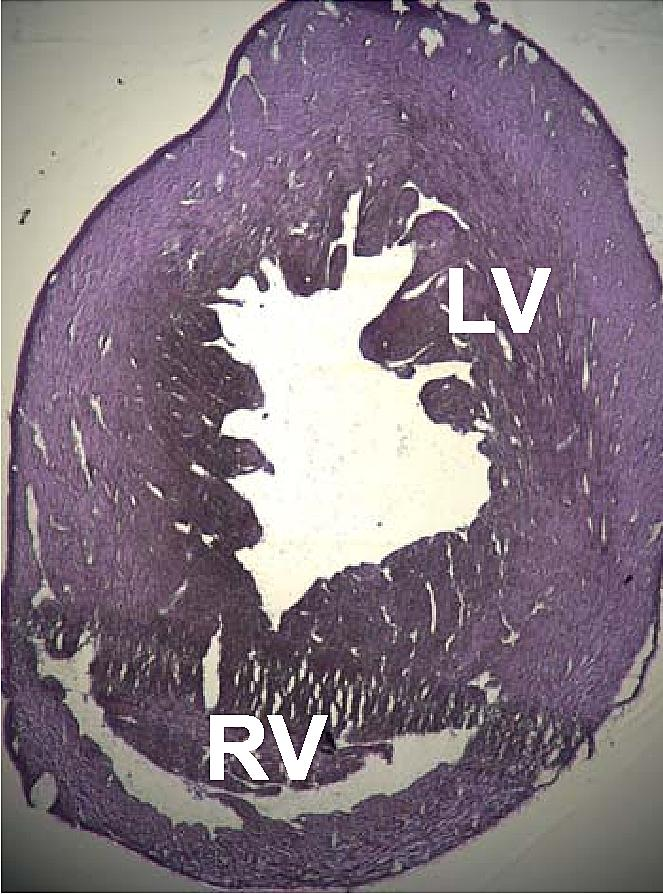
Tim của chuột bị cắt lát cho thấy bệnh cơ tim giãn (LV nghĩa là tâm thất trái và RV là tâm thất phải)

Bệnh cơ tim giãn (Dilated cardiomyopathy - DCM) là tình trạng tim trở nên to và không thể bơm máu hiệu quả. Các triệu chứng khác nhau từ không có cảm giác mệt mỏi, sưng chân và khó thở. Bệnh này cũng có thể dẫn đến đau ngực hoặc ngất xỉu. Các biến chứng có thể bao gồm suy tim, bệnh van tim hoặc nhịp tim không đều.
Nguyên nhân bao gồm di truyền, rượu, cocaine, một số độc tố, biến chứng của thai kỳ và một số loại nhiễm trùng. Bệnh động mạch vành và huyết áp cao có thể đóng một vai trò, nhưng không phải là nguyên nhân chính. Trong nhiều trường hợp nguyên nhân gây bệnh vẫn chưa rõ ràng. Đây là một loại bệnh cơ tim, một nhóm bệnh chủ yếu ảnh hưởng đến cơ tim. Chẩn đoán có thể được hỗ trợ bằng điện tâm đồ, X-quang ngực hoặc siêu âm tim.
Ở những người bị suy tim, điều trị có thể bao gồm thuốc trong thuốc ức chế men chuyển, thuốc chẹn beta và gia đình lợi tiểu. Một chế độ ăn ít muối cũng có thể hữu ích. Ở những người có một số loại nhịp tim không đều, có thể dùng thuốc làm loãng máu hoặc máy khử rung tim cấy ghép. Nếu các biện pháp khác không hiệu quả, ghép tim có thể là một lựa chọn ở một số người.
Khoảng 1 trên 2.500 người bị ảnh hưởng. Nó xảy ra thường xuyên hơn ở nam giới hơn phụ nữ. Khởi phát thường gặp nhất ở tuổi trung niên. Tỷ lệ sống sót sau năm năm là khoảng 50%. Nó cũng có thể xảy ra ở trẻ em và là loại bệnh cơ tim phổ biến nhất ở lứa tuổi này.